# Iturikonflikten
Iturikonflikten är en konflikt mellan rebellgrupperna FNI och Unionen av Kongolesiska Patrioter i Ituriregionen  i nordöstra Kongo-Kinshasa.
Mer än 50 000 människor har dödats och hundratusentals har drivits på flykt sedan konflikten tog sin början i mitten av 1999.
Konflikten har förvärrats genom närvaron av diverse väpnade grupper som deltog i andra Kongokriget, kampen om de rika naturtillgångarna i området och de etniska spänningarna i angränsande regioner.